# Ар-Рады, Хусейн Ахмед
Хусейн Ахмед ар-Рады (ар-Ради, Рады, араб. سلام عادل‎; 1922 или 1924, Эн-Наджаф — 7 марта 1963, Багдад) — иракский политический деятель, а также поэт и художник. Генеральный секретарь Иракской коммунистической партии (ИКП) с 1956 года вплоть до своей смерти. Партийный псевдоним — Салям Адиль.

## Биография
Родился в семье мусульман-шиитов, которая считается Сеидами, в семье чиновника мукомольной фабрики. Окончил педагогическое училище в Багдаде, работал впоследствии преподавателем в городе Дивания, откуда его уволили из-за политических взглядов. С 1943 года — член Иракской коммунистической партии. В 1953 году руководил партийной организацией провинции Басра, в 1954—1955 годах — области Средний Евфрат.
С 1955 года — 1-й секретарь ЦК ИКП. В 1956 году на II конференции ИКП приняла документ «Политическая линия партии в борьбе за национальное освобождение» и избрала новый состав ЦК ИКП во главе с ар-Рады. После военного переворота 8 февраля 1963 года был арестован 20 февраля и вскоре казнён через повешение, о чём официально сообщило правительство. Есть версия, что умер под пытками через четыре дня после ареста.

## Личная жизнь
В 1953 году женился на Тамине Наджи Юсеф, коммунистке и феминисткe, у них было трое детей: Иман Хусейн Ахмед Аль-Мусауи, Шада Хусейн Ахмед Аль-Мусауи и Али Хусейн Ахмед Аль-Мусауи.

## Память
- Именем названа одна из улиц Москвы.
- Очерк о жизни секретаря Иракской компартии «Улица Саляма Адиля» (1964) Ирины Ирошниковой[3].